# Anassagora (mitologia)
Anassagora (in greco antico Ἁυαξαψόας) è un personaggio della mitologia greca, era uno dei re di Argo, figlio di Megapente.

## Mitologia
Quando le donne argive impazzirono per volontà di Dioniso, la loro furia venne scatenata durante il regno di Anassagora e questi fu ben felice di vedere Melampo e il compagno Biante riuscire a riportarle alla ragione utilizzando le loro tecniche mediche.
 
Pieno di gratitudine Anassagora donò a loro due terzi del suo regno, tenendosi quindi per sé solo il rimanente terzo.

### Discendenza
Da Anassagora discende la stirpe dei Anassagoridi. Suo figlio fu Alettore, e il figlio di Alettore fu Ifi.
Il suo regno, prolungato nel tempo ebbe una vita più prospera e lunga dei regni di Melampo e Biante.

### Fonti storiche
- Diodoro Siculo, Libro IV
- Pausania, Perigesi della Grecia, Libro II

### Fonti moderne
- Anna Ferrari, Dizionario di mitologia ISBN 88-02-07481-X